# Agárd
Agárd település Fejér vármegye Gárdonyi járásában, a Velencei-tó déli partján, Székesfehérvártól 15 kilométerre keletre; közigazgatásilag Gárdonyhoz tartozik. Nagyon jól megközelíthető vasúton (Budapest–Murakeresztúr-vasútvonal) és közúton (7-es főút, 6212-es út) egyaránt. Első okleveles említése 1193-ból származik, majd Gárdonnyal együtt viszonylag jelentéktelen maradt egészen a 20. századig, amikor az üdülőkultúra kezdett elterjedni. Végül az 1970-es évekre az ország legfontosabb turisztikai célpontjai közé kerültek.

## Története
Agárd területén bronzkori leleteket is találtak, azonban komolyabb település – eltekintve az országos jelentőségű dinnyési vaskori leletek által feltételezettől – nem volt a tóparton, mivel a külvilág felé csak délről nyitott területen nem túl jó minőségű, szikes talaj volt. Agárdpuszta első okleveles említése 1193-ból való, ekkor királyi birtok volt.
1543-ban a Székesfehérvárt elfoglaló törökök feldúlták Agárdot és Gárdonyt, a környék elnéptelenedett. 1579-ben Jakusits Ferenc kapta meg Agárdot, akinek fia a jezsuita rendnek adományozta azt. 1684-től, a török kiűzésétől kezdve folyamatosan betelepítések történtek a pusztára, amely immár a fehérvári kanonok tulajdonát képezi. Gárdony közben Adony fennhatósága alatt stagnált.

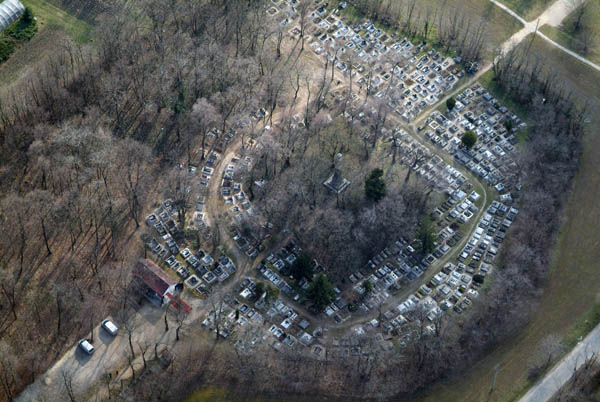
Forray Júlia grófnő obeliszkje az agárdi temetődombon

1775 decemberében Ürményi Józsefé lett a terület, ahol 1780-ban, a II. József király által elrendelt népszámlálás során 4 házat, 7 családot és 34 lakost regisztráltak. A pusztán 2 vendégfogadó, valamint egy kocsma állt. Az 1786-os helységnévtárban a település már faluként szerepelt.
1814-ben Ürményi Miksa felépíttette a Szent Anna-kápolnát, melynek oltárképe Szent Annát, Máriát és Szent Joachimot ábrázolja. 1840-től Ürményi a saját kezébe vette a birtok irányítását, amely ennek hatására nagy fejlődésnek indult. 1841-től önálló lelkészség is működött a területen.
1848-49-ben már Gárdonyhoz hasonló szerepet játszott a környék életében.
Közben Gárdony is fejlődésnek indult. A környék a Nádasdy család marhaállományának legeltetésére szolgált a 19. században, innen a Bika-völgy elnevezés, amellyel illetik Agárd déli térségét.
A Déli Vasút 1861-ben építette meg a Budapest-Székesfehérvár vasútvonalat, mely Agárdot is érinti.
Az 1870-es években csatolják Agárdot (Dinnyéssel együtt) Gárdonyhoz, ami így jelentős településsé fejlődik.
Az 1930-as években népszerű üdülőhellyé válik a Velencei-tó partja, a fejlesztések célja a Balaton tehermentesítése volt.
Az 1848-as forradalmat követően gróf Nádasdy Lipót lett a 3569 kataszter nagyságú birtok új tulajdonosa. Feleségének, gróf Forray Júliának köszönhető, hogy megvásárolta Agárdpusztát, ahol kiemelkedő fejlesztéseket hajtott végre, többek között katolikus iskolát szervezett és átépíttette a kápolnát is. A szomszédos uradalmakhoz képest jelentős fejlődést tudhatott magáénak. A lakosság száma egyre nőtt - 1856-ban 365 fő, 1872-ben pedig már 421-en laktak a településen, akik főként idénymunkásként dolgoztak a pusztán.

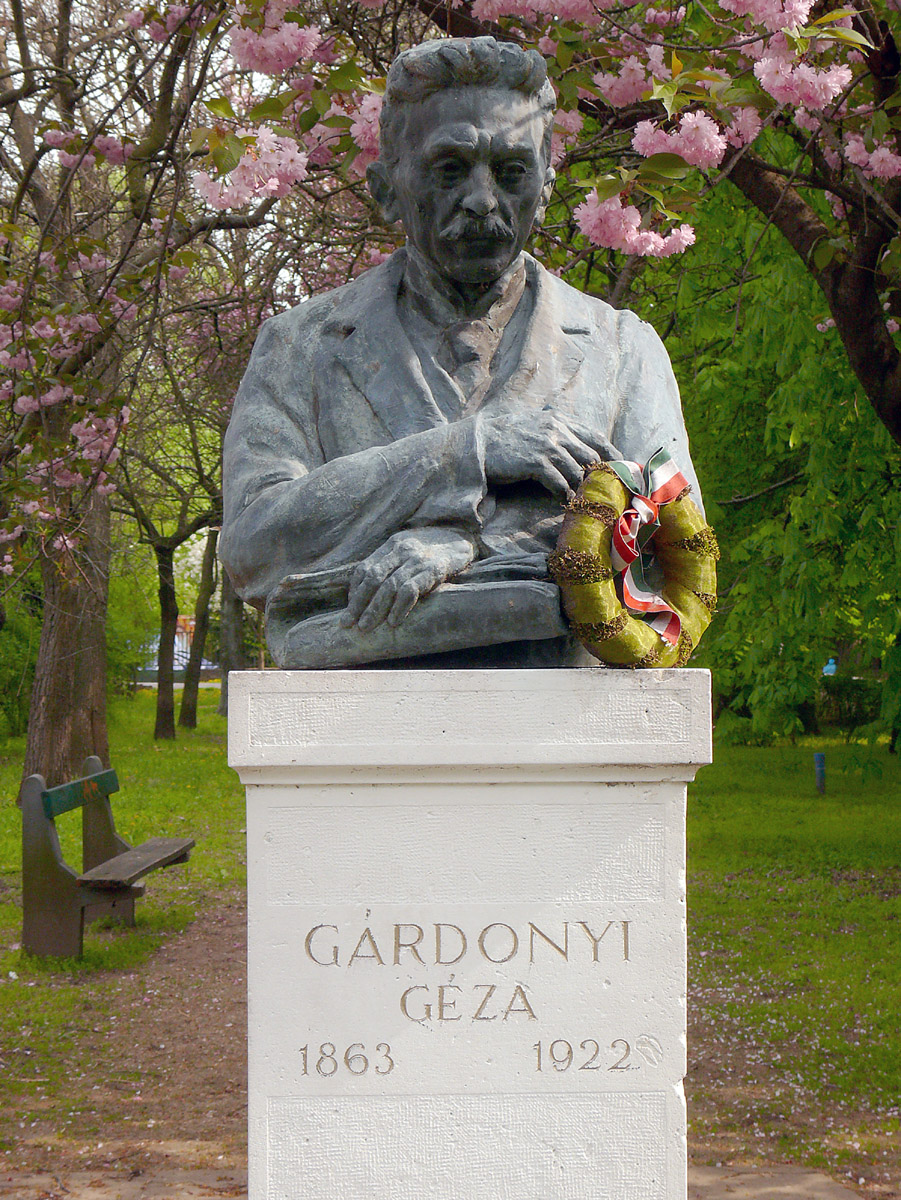
Gárdonyi mellszobra Agárdon

Néhány évtizeddel később az agárdi uradalomban, 1863. augusztus 3-án látta meg a napvilágot hazánk neves írója, Gárdonyi Géza Ziegler Géza néven. Anyja a Szent Anna kápolnában római katolikus vallásra kereszteltette meg.
Apja, Ziegler Sándor a Nádasdy gazdaság kovácsa volt, aki az 1848–49-es forradalom és szabadságharc ideje alatt fegyverkovácsként dolgozott. Ezért később Aradon börtönbe zárták, ahonnan azonban sikerült megszöknie. Német származása ellenére magáénak érezte a magyar nemzeti eszmét és fiait is ebben a szellemben nevelte. Géza születését követően elköltözött a család a településről.
1863. augusztus 22-én meghalt Forray Júlia grófnő, aki nagyon szerette Agárdot, ezért kívánságára itt temették el. Sírja fölé hatalmas obeliszket emeltetett Nádasdy Lipót.
A Nádasdy családnak köszönhetően Agárd lett a vezető uradalom Dinnyés és Gárdony előtt, akiknek neve összeforrt a nemzet és a közérdek szolgálatával. Itt alkalmazták a környék gazdaságai közül elsőként a gőzekét. A folyamatos fejlesztésnek is köszönhetően bő termést tudhatott magának az uradalom, melyet a piacra kellett juttatni, ezért 1892-ben Nádasdy Ferenc 15.000 Ft-os hozzájárulásával a Déli Vasúttársaság megépítette az agárdi kitérőt.
Az I. világháború nagy változást hozott. A férfi munkaerő hiánya miatt megbénult Agárdpuszta élete. A Tanácsköztársaság ideje alatt földmunkásszervezetet hoztak létre, melynek cselédekből álló bizalmi testülete a birtokot termelőszövetkezetté alakította. Az uradalmi tiszteknek közreműködésével az 1920-as években már jó gazdasági eredményeket értek el. 1926-ban szerződést kötöttek a Magyar-Holland Magvetési vállalattal, melynek köszönhetően nagy mennyiségben termeltek virágot és dísznövényt, amit aztán Hollandiába szállítottak.

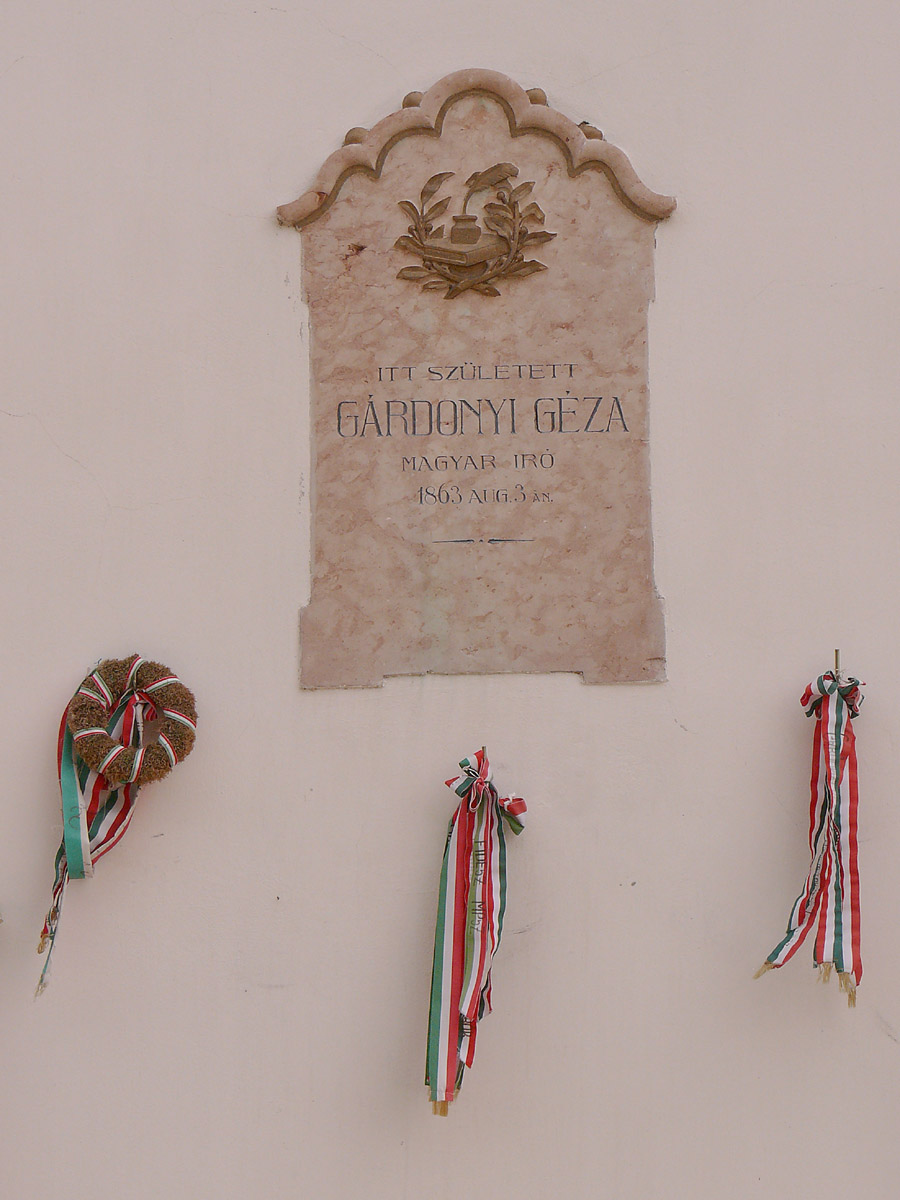
Gárdonyi Géza emléktáblája szülőháza falán Agárdpusztán

1928-ban azonban megkezdődött az uradalom feldarabolása a család eladósodása miatt. Az új tulajdonosok egyike Sigray István mérnök lett, aki a birtokát nagy szakértelemmel igazgatta. A mintagazdaságából származó bánkúti búza vetőmagját az egész országban hasznosították, sőt kanadai és moszkvai kiállításokra is eljutott.
A Nádasdy-birtok felosztásának jelentős szerepe volt abban, hogy Agárdon megkezdődött a fürdőtelep kialakítása. Egy 1930-ban tartott vármegyei értekezleten határoztak a tó egész déli partján kialakítandó fürdőéletről. A villatelep kiépítésére Agárd adottságait ítélték kedvezőbbnek, míg az üzletek, műhelyek számára Gárdony volt alkalmasabb. Ennek köszönhetően a harmincas években Agárd rohamos fejlődésnek indult. 1500 kiparcellázott nyaralótelket értékesítettek, amelyet Nádasdy-féle Fürdő- és Üdülőtelepnek neveztek el. 1934-ben pedig a Pénzügyminisztérium építtetett 26 szobás üdülőt a településen.
A fejlődés további kiterjesztésére megalakult az Agárdi Templomépítő Bizottság és az Agárdi Fürdő Egyesület, melynek egyik vezetője az agárdi birtokos Sigray István lett. Az egyesület részt vett a Velence-tavi Országos Szövetség munkájában is, és együtt dolgozták ki a tó teljes szabályozására vonatkozó elképzeléseket.
A balatoni műút megépítésével könnyen megközelíthetővé vált a település, valamint a gárdonyi benzinkút létesítésével még vonzóbb lett Agárd. A helyi tulajdonosok a környezet szépítésére, a kopár területre 30 ezernél is több gyorsan növő facsemetét ültettek ki. Bevezették a villanyt, több artézi kutat fúrtak, korszerű strandot hoztak létre. 1936-ban a fejlettségi szintje miatt fürdőhely minősítést kapott.
Az 1930-as évek végén létesítették az első postahivatalt és felszerelték a telefont is. 1937-ben épült meg a református templom, majd 1938-ban a Szent István királyról elnevezett katolikus templom. 1944-re az új parcellázásnak köszönhetően 760 nyaralóból álló telep alakult ki, melynek köszönhetően a nyári időszakra 4-5 ezer főre bővült a lakossága. A vasúti közlekedés hatására rengeteg, főként budapesti és székesfehérvári fürdőzni vágyó kereshette fel a tavat.
1944 őszén érte el a háború a települést, a fronthelyzet 1944. december 7-től 1945. március végéig tartott. A három és fél hónapig zajló harcok alatt jelentős károkat szenvedett el Agárdpuszta, illetve a fürdőtelep.
1947-ben a Fürdő- és Sportegyesület közreműködésével társadalmi megmozdulások keretében hozták rendbe az utakat, vízelvezető árkokat illetve a strandokat.

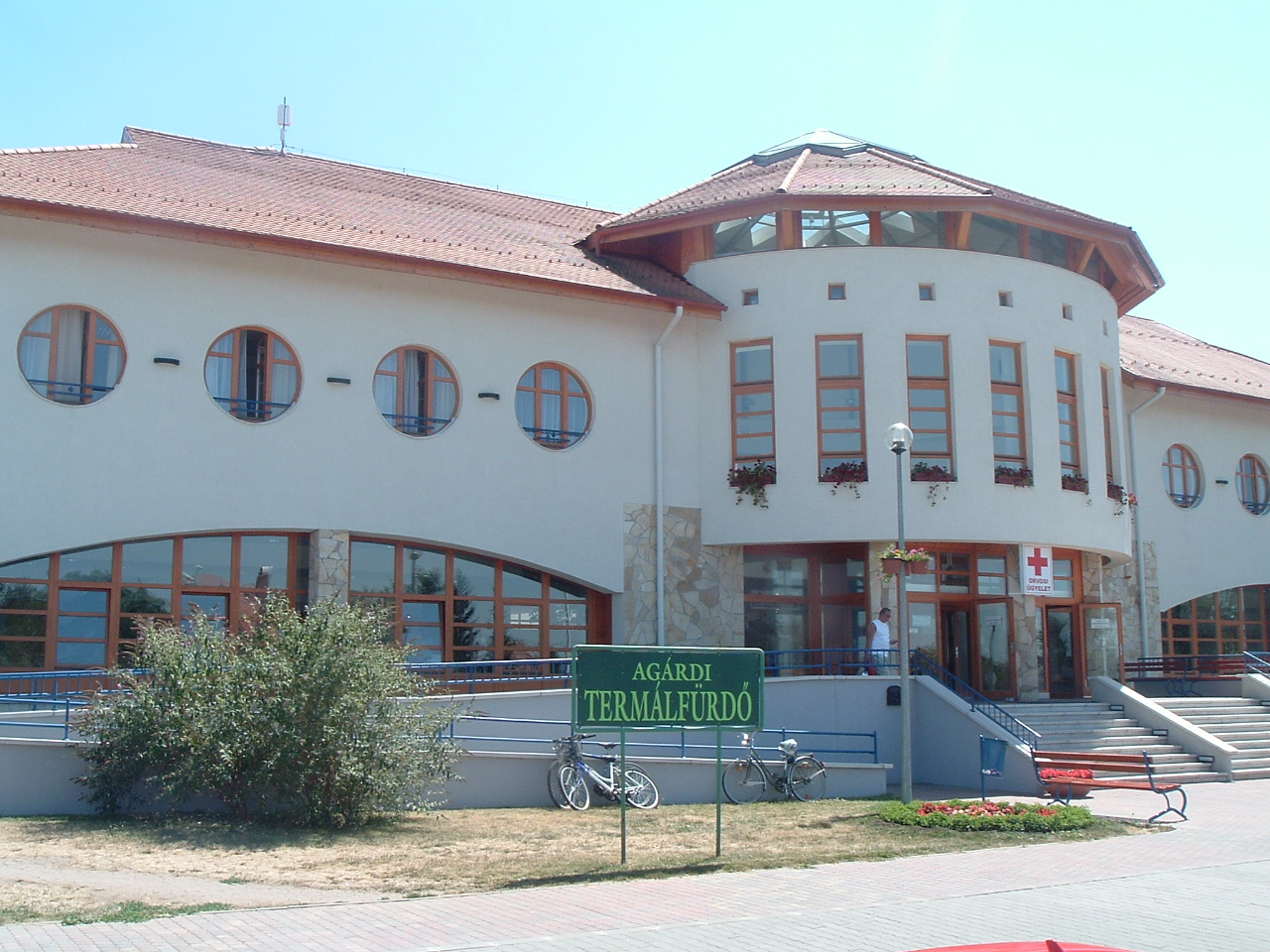
Az Agárdi Gyógy- és Termálfürdő főbejárata

A második világháborút követő földreform után termelőszövetkezeti csoportok alakultak. 1957-ben az Agárd-zichyújfalui Állami Gazdaság 7761 kat. hold területen gazdálkodott, amelynek 81%-a szántó, 5%-a legelő, 4%-a pedig gyümölcsös volt.
A lakosság az állami gazdaság, illetve a termelőszövetkezetnek köszönhetően gyorsan nőtt és ezzel együtt a gyermekek száma is emelkedett, akiknek az oktatásáról az 1959-ben állami támogatással épült új iskola gondoskodott.
1968-ban Agrokomplex néven három állami gazdaság egyesült, 1969-ben pedig átadták a Phylaxiát, az Állami Oltóanyag és Tápszertermelő Vállalat kísérleti állattartó telepét.
Agárd fejlődése az 1970-es években már olyan mértékűvé vált, hogy Gárdony belterületévé kellett nyilvánítani. 1972-ben 4 hektáron létesült a Velence-tavi Vízi sport Iskola, mely a vízi sportok utánpótlásáról hivatott gondoskodni.
A fejlesztések kizárólag Agárdra koncentrálódtak, megkezdték a tószabályozást, illetve a csatornázást és kialakították a település szélén található 23 hektáros Parkerdőt is, mely a mai formájában a sportokat kedvelőket hivatott kiszolgálni. A kormányprogram keretében megvalósult fejlesztések fellendítették a környék idegenforgalmát. Ekkor építették ki a Parkstrandot, a szabad strandot, korszerűsítették a Napsugár strandot, valamint elkészült a Touring-Hotel, a Nemes Kócsag Kemping és az Agárd-Motel is. 1976-ban Agárd nyugati részen sorházakat emeltek, továbbá az óvodát és az iskolát is bővítették.
A 20. század utolsó évtizedeiben az ország egyik legkulturáltabb idegenforgalmi területe lett, nem ritkán 40-50 ezer ember kereste fel a tavat.
A térség idegenforgalmi értékét növeli a bikavölgyben feltörő 58 fokos termálvíz, amelynek hasznosítására épült termálfürdő munkálatai 1984-ben fejeződtek be, új távlatokat nyitva ezzel a turizmus fejlődésében. Időközben az Agárdi Gyógy- és Termálfürdő kinőtte magát és állami támogatással 2008-ra jelentősen kibővülve várja az oda látogatókat.
Néhány éve az általános iskola (és gimnázium) és az idősek otthona fűtését a termálvízzel oldják meg.

## Oktatás
Agárdon a Chernel István Általános Iskola és Gimnázium és Alapfokú Művészeti Iskola biztosítja az általános és középfokú oktatást. Az iskolát 1959-ben alapították.
A második világháború előtt is működött iskola Agárdon, azonban nem folytonosan, évtizedes kihagyásokkal. Ilyenkor az agárdi és gárdonyi diákoknak Zichyújfaluba kellett iskolába járniuk, ugyanis ott a Zichy család az 1810-es évek óta iskolát tartott fönn.
2017. április 21-én átadásra került a „Csuka Csarnok” névre elkeresztelt „C” típusú tornaterem Agárdon, amit a Nemzeti Köznevelési Infrastruktúra Fejlesztési Program keretében 388 millió forintból épített fel a Primofor Kft. és a Primogen FM Kft. A tornaterem alapkőletétele 2016. május 12-én volt, ahol időkapszula került elhelyezésre.

### Sándor Károly Labdarúgó Akadémia
A Sándor Károly Labdarúgó Akadémia 2001-ben alapították, a labdarúgók képzését Agárdon 4,6 hektárnyi területen végezték. A Sándor Károly Labdarúgó Akadémia az Ürményi–Hartig–Nádasdy–Sigray-kastélyban kapott helyet. A Sándor Károly Labdarúgó Akadémia az MTK Budapest FC utánpótlásnevelő-akadémiája. A labdarúgó-akadémia a Chernel István Gimnáziummal működött együtt. A labdarúgó-akadémia a külföldi labdarúgó-egyesületek közül a Liverpool LFC-vel működik együtt. 
Az agárdi kastély 2019 nyaráig szolgált az akadémia otthonául, majd átköltöztették Budapestre. Az agárdi 18 év alatt több mint 100 élvonalbeli játékos került ki onnan, aminek köszönhetően elárasztották az NBI-et az ott nevelkedő labdarúgók.
2015. szeptember 14-én felavatták Sándor Károly szobrát az akadémia területén. A szobor 2016-ban átkerült a felújított, budapesti Hidegkuti Nándor Stadion elé.

## Infrastruktúra

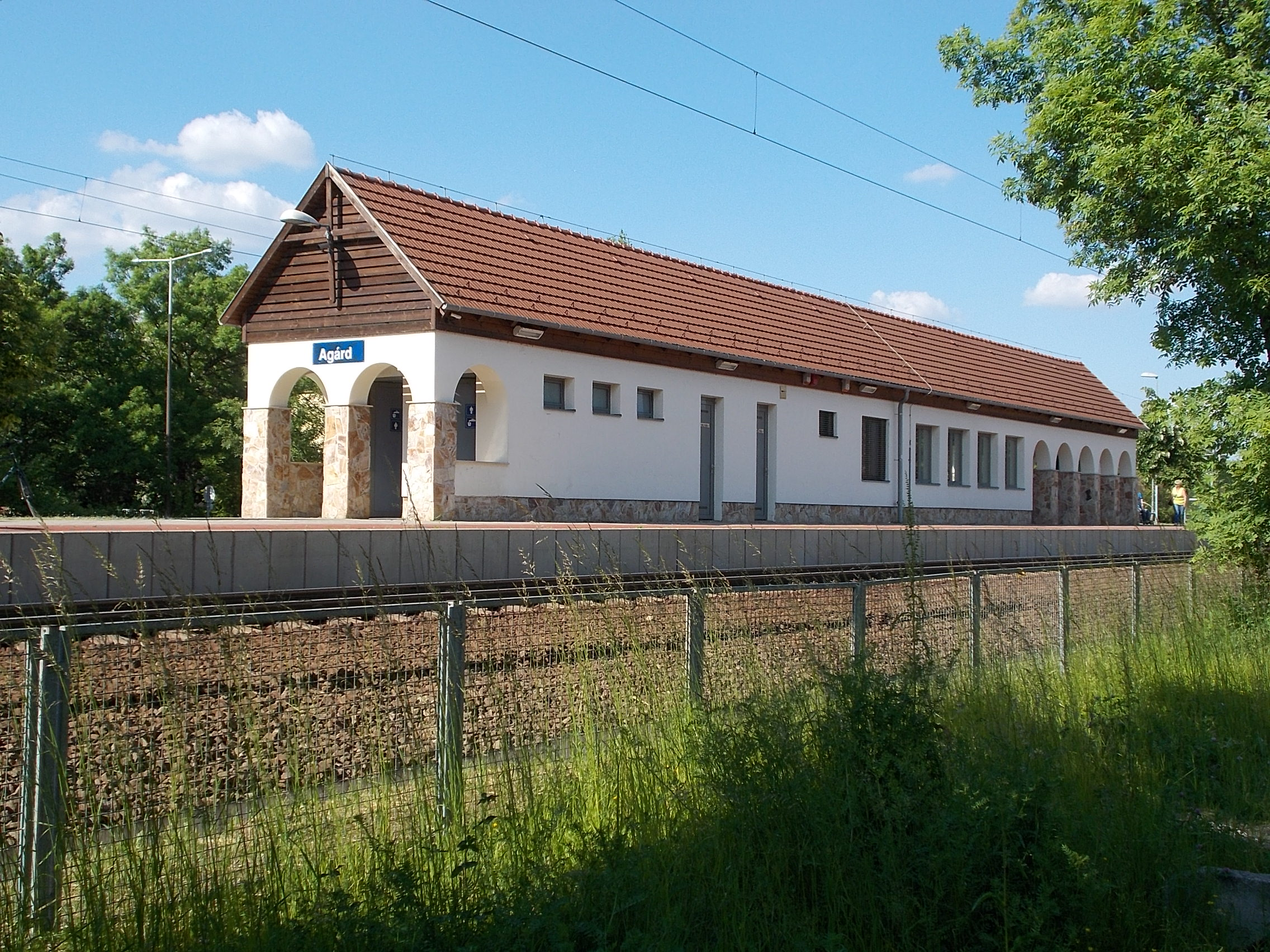
Agárd vasúti megállóhelye a Camping utcai vasúti átkelő felől nézve

### Közlekedés
Agárd vasúti megállóhelye a 30a számú (Budapest-Déli - Székesfehérvár) vasútvonalon van. A vasútvonal nagyon jó közlekedési feltételeket biztosít Agárd számára két nagyváros, Székesfehérvár és Budapest felé egyaránt.
A 7-es főúton busszal elérhető Budapest és Székesfehérvár, de buszjárat kapcsolja össze Gárdony többi részével, valamint Zichyújfaluval, Pákozddal és Velencével is.
Agárd hajóállomása a Velencei-tavi hajózás egyik központja.

### Kereskedelem
Agárdon számos kisvállalkozás tart fönn üzletet. Köztük zöldség-gyümölcs kereskedéseket, vegyeskereskedéseket, szaküzleteket.
2011-ben a Lidl Magyarország Kft. adott át szupermarketet a településen.

## Agárdpuszta

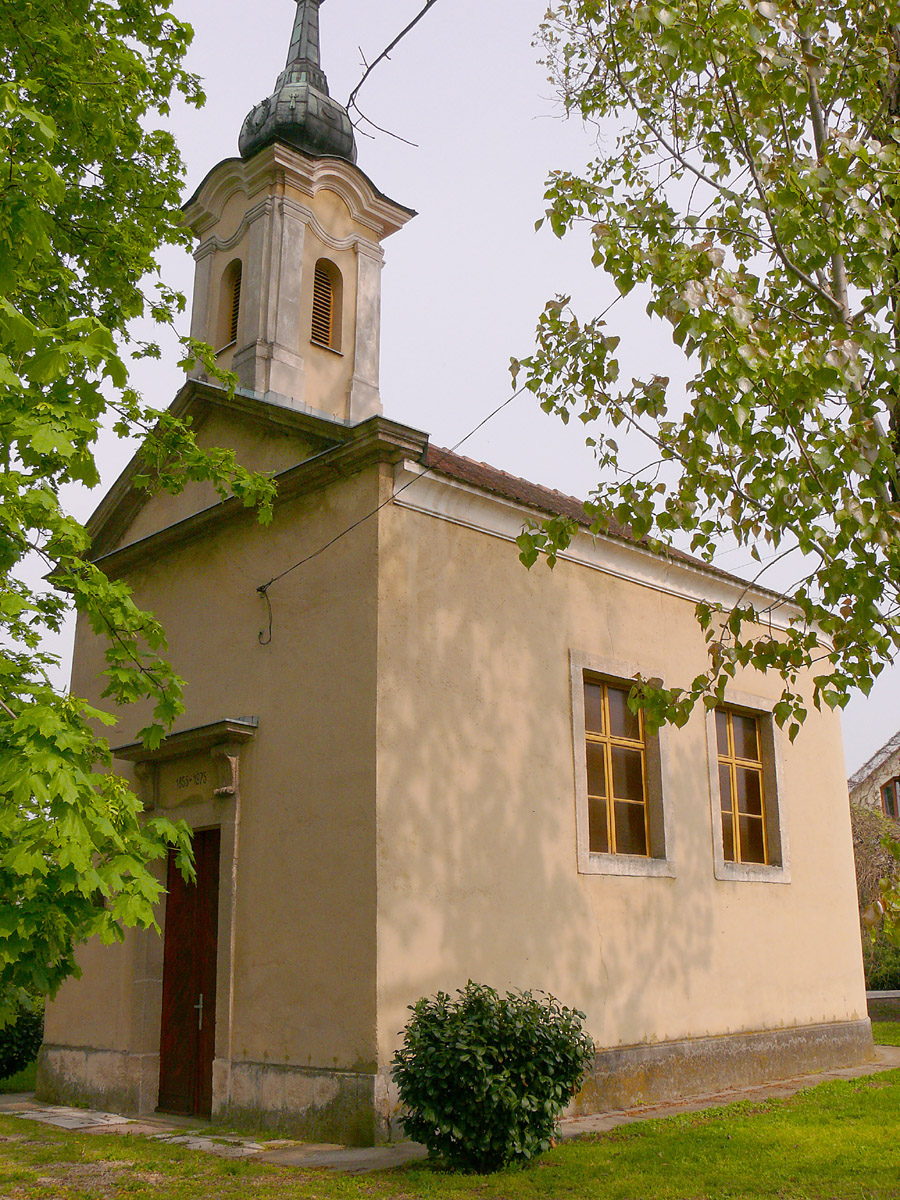
Az agárdpusztai Szent Anna-kápolna, Gárdonyi Géza keresztelőjének helyszíne

Agárdpuszta Agárd legősibb része. Az 1193-as oklevél ezt a majorságot említette. A Velencei-tótól délre, a Zichyújfaluba vezető 6212-es út mellett található. Itt született és keresztelkedett Gárdonyi Géza. Nevezetességei a Szent Anna-kápolna, a labdarúgó akadémia a kastéllyal, a rönkvár, a Gárdonyi Emlékház és a Velencei-tavi Galéria.
Könnyen megközelíthető a 7-es főúttól induló Gárdonyi Géza utcai sétányt végigjárva vagy a Székesfehérvár - Zichyújfalu, Gárdony - Zichyújfalu, Velence - Zichyújfalu és Gárdony - Szabadegyháza viszonylatú autóbuszjáratokkal. Agárdpusztát már régóta nem szokás elkülöníteni Agárdtól. 2001-es adatok szerint népessége 44 fő, a lakások száma 14. A 2013-ban a KSH szerint népessége 0 fő, a lakások száma szintén 0.

## Vallás
A Szent Anna-kápolnát 1814-ben Ürményi Miksa építtette Kasselik Fidéllel. A kápolna oltárképe Szent Annát, Máriát és Szent Joachimot ábrázolja, Hesz János Mihály festménye. Hesz János 1815-ben festette meg az oltárképet, majd a kép monumentális változatával, az esztergomi Szent Anna-plébániatemplom fő oltárképével 1829-ben készült el, mely teljesen megegyezik az agárdi oltárképpel. Ma az esztergomi bazilikában tekinthető meg. Ebben a kápolnában keresztelték meg a hazaszeretet nagy példaadóját, az Egri csillagok halhatatlan íróját, Gárdonyi Gézát. A kápolna anyakönyvében még ma is megtalálhatók Gárdonyi (Ziegler) Géza születési adatai.
A kápolnát 2013-ban a Gárdonyi Géza emlékév keretében fölújították, ugyanis évek óta elhagyatott volt. Újbóli felszentelését Spányi Antal székesfehérvári megyés püspök végezte.
Az 1934-ben megalakult a Agárdi Templomépítő Bizottság 1937. június 27-én szenteltette fel a református templomot.
A szentelési imát Dr. Kovács Sándor evangélikus püspök mondta. A templomot a Velencei-tó "elvarázsolt kastélyá"-nak is szokták nevezni többek között a falra felfuttatott borostyán miatt.
A bizottság 1938-ra felépítette a Szent István király római katolikus templomot, Hesz János tervei alapján. A templom ekkor Agárdpuszta filiája, majd 1947-től plébánia, 1949-től önálló lelkészség. 2000 óta az épület helyi védettséget élvez.

## Gazdaság

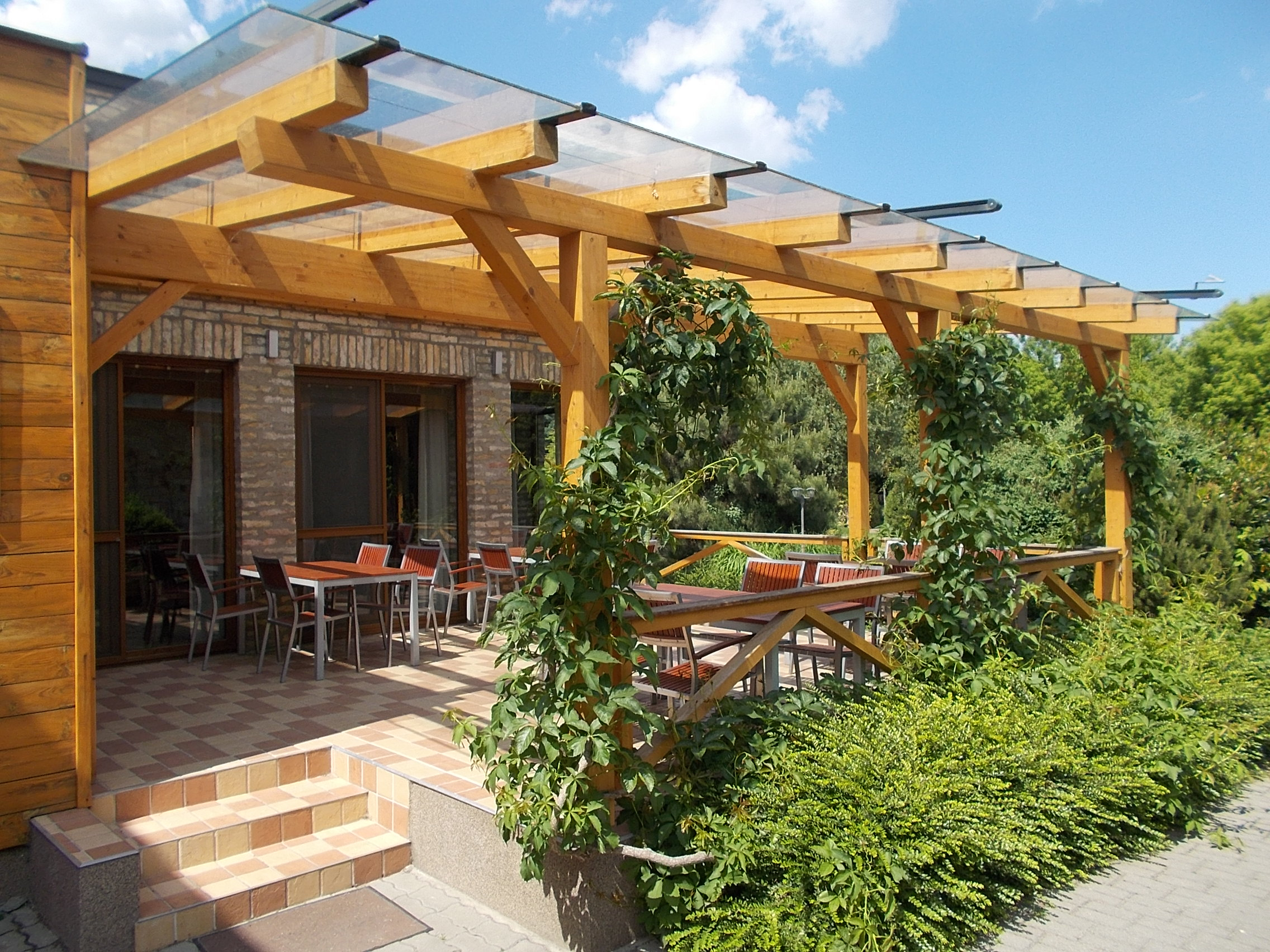
Az Agárdi Pálinkafőzde pálinkavendéglője

### Agárdi Pálinkafőzde
Az Agárdi Pálinkafőzde Kft. vállalkozást 2001. augusztus 9-én alapította Vértes Tibor és Szabó László. A pálinkafőzde hivatalos megnyitója és az első pálinkák megjelenése 2002. szeptember 21-én volt. 2005-ben a Pannonhalmi Főapátság és az Agárdi Pálinkafőzde együttműködésével forgalomba került a Bencés Likőrcsalád, aminek a receptjét 1735-ben jegyezte le Reisch Elek. 2006-ban 70 millió forintból látogatóközpontot épített a pálinkafőzde. 2013-ban New York és New Jersey államokban piacra lépett az Agárdi Pálinkafőzde.
A Szupermenta szilvapálinka terméktesztjén az Agárdi Miraculum Szilva Pálinka lett a kóstolók kedvence.

## Turizmus

### Rendezvények
Agárd (és a Velencei-tó környék) legnagyobb és leghíresebb rendezvénye kétségkívül a Velencei-tavi Hal-, Vad-, Bor- és Pálinkafesztivál. A rendezvénysorozat minden év májusában megrendezésre kerül.

### Strandok
- Agárdi Popstrand
- Parkstrand
- Napsugár Strand
- Agárdi Szabadstrand
- Holdfény Strand (Agárd - Gárdony határa)

### Szállodák, kempingek
- Touring Hotel

(*Agárd Motel)
- Viking Hotel
- Bagolyvár Vendégház

(*Nemes Kócsag Kemping)
- Pákász Tanya
- VVSI Sport Hotel

### Látnivalók

#### Gárdonyi Géza Emlékház

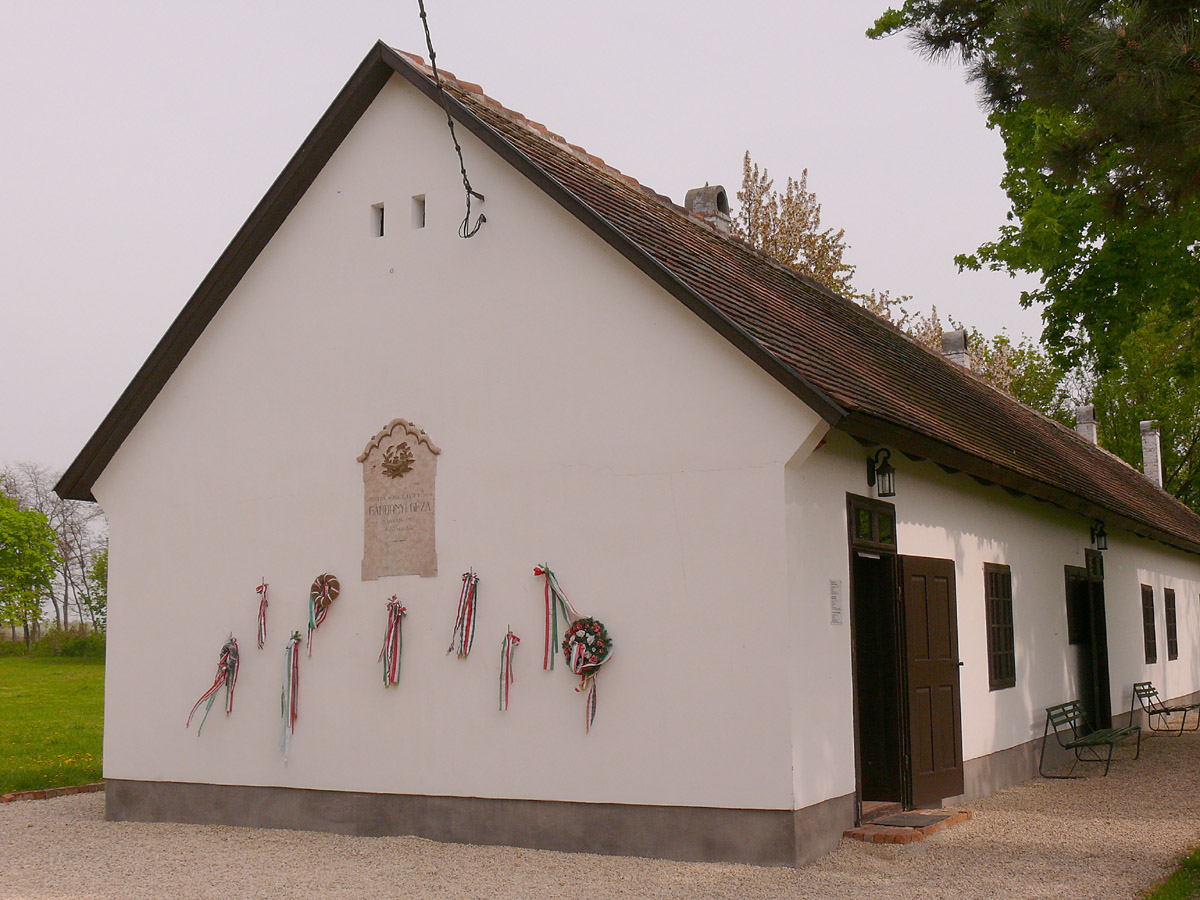
Gárdonyi szülőháza, vagyis a Gárdonyi Géza Emlékház Agárdpusztán

A Gárdonyi Géza Emlékház Gárdonyi Géza szülőházában berendezett múzeum. Az egri Gárdonyi Géza Emlékmúzeum mellett az ország jelentős Gárdonyi-emlékhelye. 2014. augusztus 2-án avatták fel a szülőház falán huszonkét Fejér vármegyei származású és kötődésű magyar költő és író emlékfalát.

#### Velencei-tavi Galéria
A Velencei-tavi Galéria három szintből álló épület, kulturális rendezvények, kiállítások, összejövetelek színhelyéül szolgáló helyszín. A Velencei-tavi Galéria hosszabb ideje használaton kívüli, helyi védettség alá tartozó magánépületből lett kialakítva. Az épület földszintjének alapterülete 176 m², a galériaszintjének alapterülete 92 m²2, a tetőterének alapterülete 80 m².

#### Rönkvár

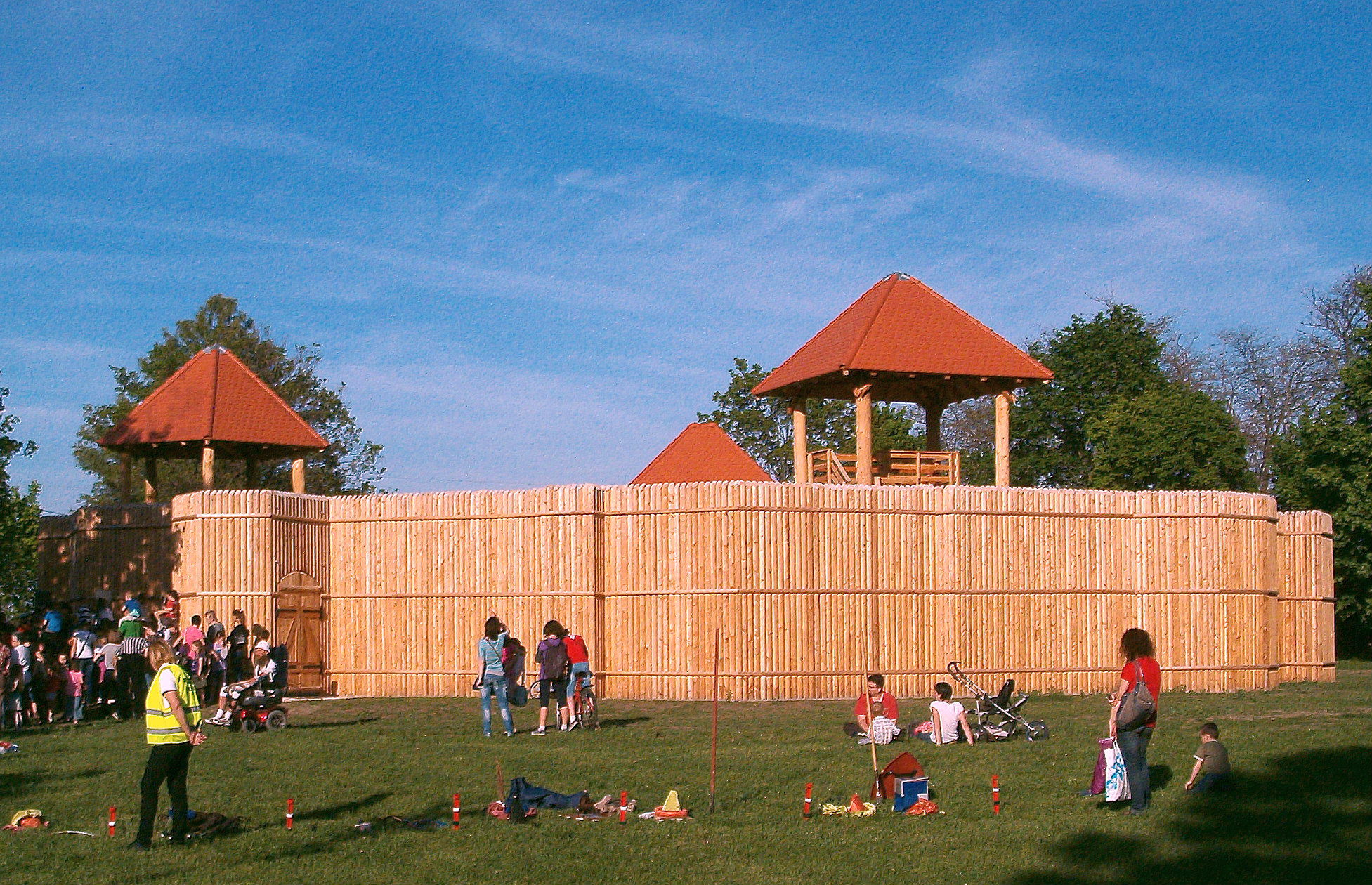
Rönkvár

Az agárdi rönkvár a Gárdonyi Géza Egri csillagok című regényéből megismert egri vár kicsinyített mása. A Gárdonyi Géza szülőháza mellett épült fel a Gárdony város és az Agárdi Termálfürdő turisztikai vonzerejének tematikus fejlesztése nevezetű projekt keretében, megnyitója 2012. április 27-én volt.

#### Agárdi Tematikus Sétány
Az Agárdi Tematikus Sétány a Gárdony város és az Agárdi Termálfürdő turisztikai vonzerejének tematikus fejlesztése nevezetű projekt keretében jött létre, a sétány 2012. április 26-án került felavatásra. A sétány részét képezi a Nádasdy-obeliszk, az Agárdi Pálinkaház, az egykori Sándor Károly Labdarúgó Akadémia,illetve Nádasdy -kastély, a Chernel István Általános Iskola és Gimnázium, az Agárdi Gyógy- és Termálfürdő, a Gárdonyi Géza Emlékház és az agárdi rönkvár. A sétány mentén tájékoztató táblák lettek elhelyezve.

#### Madárvárta
Az agárdi Madárvárta, más néven a Chernel István Madárvárta a Chernel István utca 57. cím alatt lelhető föl, vezetője Borsányi András. Az agárdi Madárvártát 1957 és 1959 között építtette idősebb Radetzky Jenő, aki 1991-ben bekövetkezett haláláig vezette a Madárvártát. A Madárvártán fedezték fel az egyetlen hazai lelőhelyét a hagymaburoknak, továbbá a Madárvártán jelezték első ízben a fehérfarkú lilebíbic és a kék fú hazai előfordulását.

#### Szent István király-templom
A Szent István király-templom a Gesztenye soron található. A templomban 1947-től van anyakönyvvezetés. A templom Historia Domusa 1963-tól van vezetve. A templom hossza 23,4 méter, szélessége 9 méter, magassága 6 méter, a toronymagassággal 8,5 méter.
A templom épületének építése 1936. április 12-én kezdődött el a Nádasdy család által adományozott 1391 négyszögöl (5002,8706 m²) területű ingatlanon. Az épület Fábián Gáspár építész tervei alapján épült, a kivitelezést a Piazza és Hoffbauer építővállalat folytatta, Holczinger Pál ácsmester és Schuch Jakab kőfaragómester közreműködésével.
Az épület zárókövét – ahova az alapítólevelet is rakták – 1936. július 5-én helyezte el az épületbe a megyés főpásztor ünnepi szentmise keretében. 1938. július 3-án történt a főoltár konszekrációja. A templomot 1938. július 5-én szentelte fel Shvoy Lajos.
A templom plébánosa 2007. augusztus 1-től Páli Balázs.

#### Református templom
Az agárdi református templom 1937-re épült fel, Jánosvölgyi Münnich Aladár tervei alapján, evangélikus–református összefogással (önállóan egyik felekezet sem lett volna képes saját templomát). A templom építése a protestáns nyaralótulajdonosok hatására épült. Az agárdi református templom helyi egyedi védelem alatt áll.

#### Szent Anna-kápolna
A Szent Anna-kápolna 1856-ra épült fel egy másik templom helyére, megtartva annak titulusát. A régi templom elbontását 1855. szeptember 17-én kezdték el, amelyről a Religio is beszámolt. Nádasdy Ferenc a templomot 1893-ban renováltatta, 1907-ben a sekrestyéjét megnagyobbíttatta. A templom újabb nagymértékű felújítást 1975-ben és 2013-ban élt meg.
1863. augusztus 4-én a Szent Anna-kápolnában lett megkeresztelve Gárdonyi Géza.

#### Nádasdy-kastély (Sándor Károly Labdarúgó Akadémia)

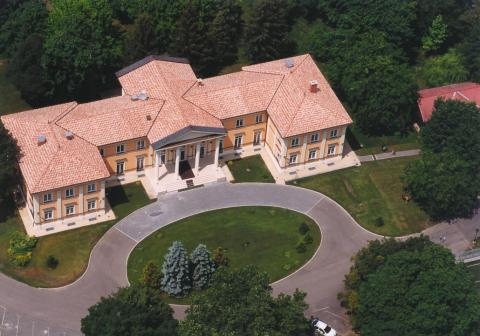
Az agárdi Sándor Károly Labdarúgó Akadémia egyik épülete az agárdpusztai Nádasdy-kastély lett

#### Szobrok, emlékművek
- Huszár Imre: Szarvas
- Laborcz Ferenc: Vízbe lépő nő
- Gárdonyi Géza mellszobra
- Bory Jenő: Tótündér
- Huszár Imre: Női akt
- Palotai Gyula: Fésülködő (termálfürdő)
- Laborcz Ferenc: Kozmikus formák
- Országzászló
- Nádasdy-obeliszk
- Gárdonyi Géza egész alakos szobra az emlékháznál

## A település az irodalomban
- Agárd az egyik, érintőlegesen említett helyszíne Mattyasovszky Jenő Hód zsákutcában című bűnügyi regényének.

## Híres emberek
- Itt működött és itt halt meg 1814-ben Bilszky János evangélikus lelkész.
- Itt született 1849-ben Kúthy József mérnök, szakíró, állami főreáliskolai igazgató és címzetes főigazgató.
- Itt született vitéz gróf Hunyady Ferenc (1895–1966) földbirtokos, író, sportvezető, országgyűlési képviselő.